# Alkani
Alkani is een bestuurslaag in het regentschap Belu van de provincie Oost-Nusa Tenggara, Indonesië. Alkani telt 1702 inwoners (volkstelling 2010).